# Сімейна честь
Сімейна честь (англ. The Family Honor) — американська драма режисера Кінга Відора 1920 року.

## У ролях
- Флоренс Відор — Беверлі Такер
- Роско Карнс — Даль Такер
- Бен Александр — маленький Бен Такер
- Чарльз Мередіт — Мерл Каррен
- Джордж Ніколс — мер Каррен
- Дж. П. Локні — Фелікс
- Вілліс Маркс — Доббс
- Гарольд Гудвін — хлопчик